# 张雨婷
张雨婷（1999年8月4日—），黑龙江哈尔滨人，中国女子短道速滑运动员。她曾获得2022年冬季奥林匹克运动会短道速滑比赛混合团体接力金牌以及女子3000米接力銅牌。